# لو كاراس
لو كاراس (بالإنجليزية: Lou Karras)‏ هو لاعب كرة قدم أمريكية أمريكي، ولد في 19 سبتمبر 1927 في غاري في الولايات المتحدة، وتوفي في 20 سبتمبر 2018.

## وصلات خارجية
- لو كاراس على موقع مرجع كرة القدم المحترفة.كوم (الإنجليزية)